# ابوالخیر (ورزنه)
ابوالخیر (ورزنه)، روستایی از توابع بخش رودشت شهرستان ورزنه در استان اصفهان ایران است. ابوسعید ابوالخیر  در ۱۵ سال آخر عمر خود به دلیل فرار از دست ماموران حکومت در این روستا ساکن بوده و مشغول تعلیم و تربیت بوده است. مقبره ی چند شاگرد او در این روستا است.

## جمعیت
این روستا در دهستان کفرود قرار دارد و براساس سرشماری مرکز آمار ایران در سال ۱۳۸۵، جمعیت آن ۳۰۱ نفر (۸۳خانوار) بوده‌است.